# Giovanni Battista Vivaldi

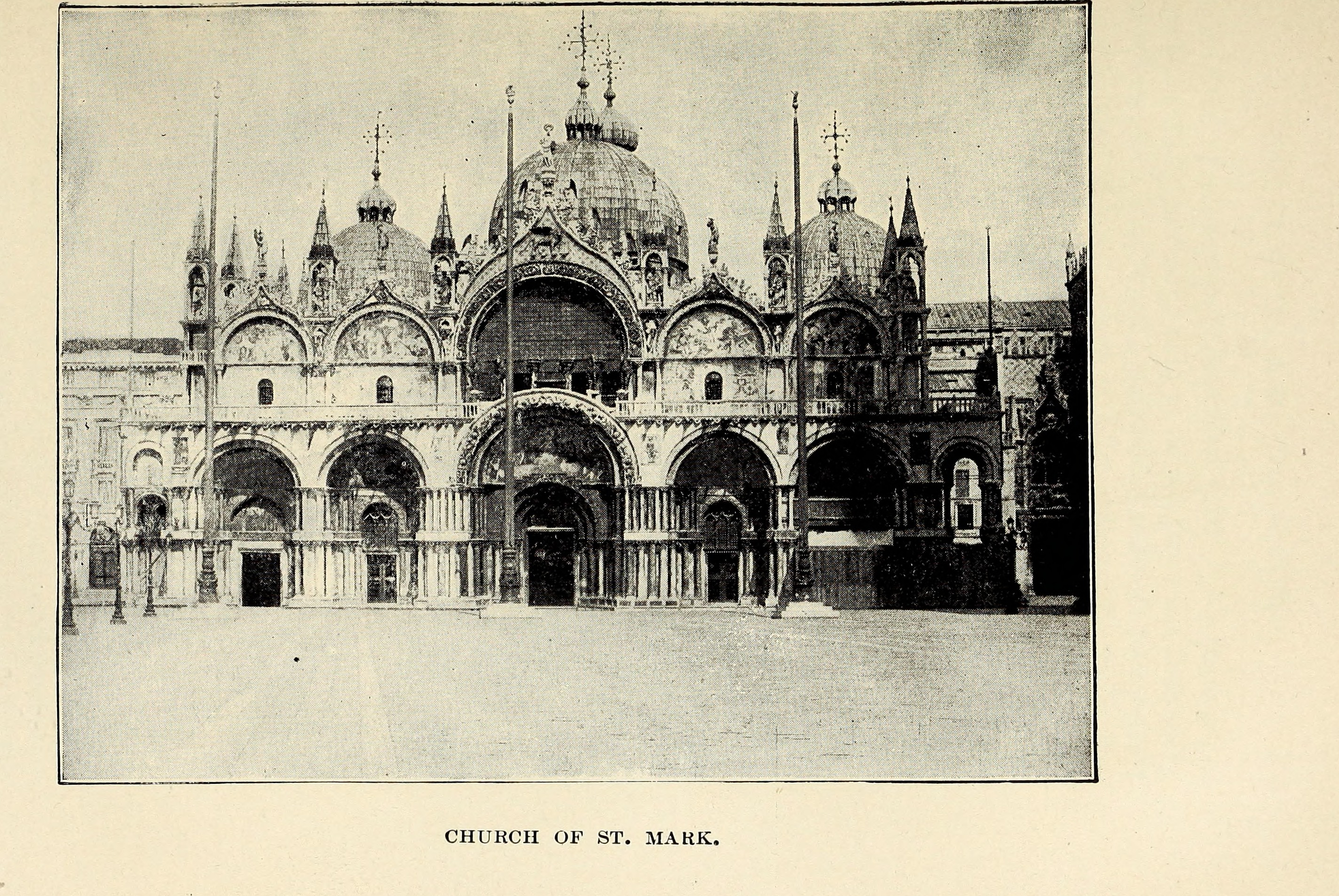
Basílica de Sant Marc de Venècia. Giovanni Battista fou violinista de la capella des de 1685 fins a la seva mort (1736).

Giovanni Battista Vivaldi (Brescia, 1655 - Venècia, 14 de maig de 1736) va ser un violinista italià, pare del famós compositor Antonio Vivaldi. Giovanni Battista va estar al costat del seu fill durant tota la seva vida. A Venècia vivien sota el mateix sostre fins a la mort de Giovanni, que va morir només cinc anys abans de la mort del mateix Antonio. Giovanni acompanyava amb freqüència el seu fill en els seus viatges, va compartir el funcionament del Teatro Sant'Angelo amb ell i fou un dels principals copistes d'Antonio.

## Biografia
Era fill d'Agostino Vivaldi, un forner i propietari d'una casa a Brescia, i la seva mare era Margarita (es desconeix el cognom); es casaren l'any 1642. Giovanni Battista naixeria tretze anys després, el 1655. Després de la mort del seu pare el 1666 es va traslladar a Venècia amb la seva mare, on després d'algun temps va iniciar el negoci de barber i, a més a més, tocava el violí. Aquesta combinació no era inusual a Itàlia, ja que en les barberies hi havia instruments musicals per entretenir als clients.
El 1676 es va casar amb Camilla Calicchio (1655 – 6 de maig de 1728), filla d'un sastre. De Camilla se'n sap ben poc: per les dades que hi ha a l'església de San Giovanni in Bràgora, consta que es va comprovar que era soltera el 6 de junt de 1676 i es va poder casa amb Giovanni Battista el 6 d'agost del mateix any.

### Músic brillant
Giovanni Battista i Camilla tindrien nou fills, dels quals, el fill gran va ser Antonio (1768-1741). En la partida de baptisme d'Antonio el 1678, consta que el pare era "sonador" (músic). Per tant, en aquell temps ja constava més com a músic que com a barber. El seu prestigi com a músic deuria créixer ràpidament perquè el 23 de març de 1685 fou contractat a la capella de Sant Marc amb el cognom Rossi (possiblement, per la coloració del pèl). Fou membre fundador del "Sovvegno de musiscista di Santa Cecilia", una associació de beneficència amb la seu a l'església de San Nartino; el president va ser Giovanni Legrenzi, el maestri di cappella de Sant Marc des de 1685 fins a la seva mort el 1690. En els llibres de l'Ospedale dei Mendicanti, on va donar classes, apareix el 1689 com a Giov.: Batta Vivaldi detto Rosetto. I deuria tocar molt bé el violí perquè aquell mateix any li pujaren el salari de 15 a 25 ducats.
Va ser molt respectat com a músic, tant és així que el seu nom va aparèixer durant diversos anys a la Guida dei forestieri in Venezia ("Guia dels forasters") de Vincenzo Maria Coronelli, al costat del seu famós fill, Antonio; i es diu que són dels millors violinistes de la ciutat. El 30 de setembre de 1729 se li va permetre marxar un any –ocupava el càrrec des de feia més de quaranta anys–, per acompanyar el seu fill Antonio a una gira per Alemanya. Giovanni Battista, durant la seva vida, va treballar en estreta col·laboració amb el seu fill Antonio i fou el seu principal copista entre la meitat dels anys 1710 fins a mitjans dels anys de 1730; també feu de copista de Telemann. Probablement també era compositor: de fet, entre 1688 i 1689 un tal Giovanni Battista (Giambattista) Rossi era un compositor actiu en els teatres venecians. Per tant, ell podria haver compost l'òpera amb llibret de Pietro Barbieri, La fedeltá sfortunata.